# 32 Pułk Piechoty (II RP)
32 Pułk Piechoty (32 pp) – oddział piechoty Wojska Polskiego II RP.
Pułk stacjonował w Modlinie, a jego III batalion piechoty w Działdowie.
W kampanii wrześniowej 1939 walczył w składzie 8 Dywizji Piechoty (Armia „Modlin”).
W czasie mobilizacji pułk sformował cztery bataliony marszowe (IV–VII), które stanowiły załogę Twierdzy Modlin i wzięły udział w jej obronie.

## Formowanie pułku
W listopadzie 1918 roku z polecenia Rady Regencyjnej przybył do Dowództwa XII Okręgu Wojskowego w Ciechanowie pułkownik Jan Szyszkowski wraz z grupą oficerów w celu zorganizowania pułku. Początkowo komisje werbunkowe spotkały się z niechęcią obywateli. Dopiero po 11 listopada nastąpiło samorzutne rozbrajanie Niemców w obwodach okręgu (ciechanowskim, mławskim, pułtuskim, przasnyskim, sierpeckim, makowskim, lipnickim i rypińskim). Nowym organizatorem pułku został płk Milewski. Do pułku masowo wstępowali ochotnicy zorganizowani w POW. W ciągu kilku tygodni udało się zorganizować trzybatalionowy pułk. 15 grudnia została odprawiona w kościele garnizonowym msza św., a żołnierze złożyli ślubowanie: „kraju ojczystego i dobra narodowego do ostatniej kropli krwi bronić”. Pod koniec grudnia dwie kompanie marszowe zostały wysłane na front małopolski. 13 stycznia 1919 I i II batalion, uzupełnione o dwie kompanie karabinów maszynowych i tabor, zostały przetransportowane w rejon Małkini i Czyżewa, a stąd, po krótkim dalszym szkoleniu, w rejon Włodzimierza Wołyńskiego na front polsko-ukraiński. Pułk wszedł w skład Dywizji Litewsko-Białoruskiej, a dowodził nim ppłk Jan Sandecki. W Ciechanowie pozostał zalążek III batalionu pod dowództwem mjr. Dąb-Biernackiego.
W grudniu 1919 batalion zapasowy pułku stacjonował w Warszawie.

## Pułk w walkach o granice
Swój chrzest ogniowy II batalion przeszedł 27 stycznia 1919 nad rzeką Ług w okolicach Włodzimierza, broniąc przedmościa we wsi Zimno. Nieprzyjaciel cofnął się w popłochu na odległość ponad 40 km. W tym czasie I batalion, będący dotychczas w odwodzie zajął Turzysk. 4 lutego, działając w grupie ppłk. Sandeckiego, pułk otrzymał rozkaz zajęcia stacji Kowel, po opuszczeniu jej przez oddziały niemieckie. Działając z Kowla na linii kolejowej Kowel – Hołoby, przy użyciu pociągu pancernego „Gwiazda Przewodnia”, w dniach od 5 lutego zdobył Hołoby, następnie Powórsk i dotarł do zachodniego brzegu Stochodu.
W nocy z 9 na 10 lutego II batalion zrobił wypad do Maniewicz, zajętych przez wojska sowieckie, zajął stację kolejową, zdobył kompletny pociąg sanitarny, olbrzymie składy i zapasy wojenne. Wywożenie materiałów trwało dzień i noc przez kilka dób. Nieprzyjaciel cofnął się do Czartoryska. I batalion będący w odwodzie, po zakończeniu operacji w Maniewiczach, obsadził Hołoby, a w czasie wypadu na Świdniki i Perespę również zdobył wiele zapasów wojennych.
Wojska ukraińskie zagrożone z jednej strony przez wojska sowieckie, z drugiej przez II batalion nie podejmowały już żadnych akcji w tym rejonie i pozostały na wschodnim brzegu Styru. Z rozkazu gen. Babiańskiego obydwa bataliony połączyły się na odcinku Hołoby i od połowy kwietnia do połowy maja pełniły służbę czat. W związku z działaniem „grupy gen. Babiańskiego” w kierunku na Łuck, pułk (dalej w składzie dwóch batalionów) w brawurowym ataku z użyciem pociągu pancernego, zdobywał kolejno: Lubczę, Perespę i Rożyszcze. Stochód został całkowicie opanowany i ubezpieczony czatami. Na początku czerwca pułk został przesunięty pod Rafałówkę.
Otrzymał zadanie obrony przedmościa na Styrze, jedynej przeprawy przez rzekę na dużej przestrzeni. Zmieniające się bataliony utrzymały przedmoście co stanowiło podstawę do dalszych działań zaczepnych. W kolejnych dniach i miesiącach pułk wykonywał kolejne zadania: zdobył nieprzyjacielski tabor kolejowy w Połonnem, zajął prawie wszystkie miejscowości po obu stronach toru linii kolejowej Czartorysk – Antonówka, zdobył most kolejowy pod Antonówką oraz miejscowości położone nad Horyniem – Kryczylsk (gmina Stepań) i Stepań, po czym wycofał się w rejon Palicy. O utrzymanie stanowisk nad Horyniem i toru kolejowego do Sarn toczyły się jeszcze przez następne tygodnie wielokrotne potyczki z wojskami sowieckimi. W tym czasie przybyło uzupełnienie w postaci kompanii marszowych, a dowództwo pułku objął ppłk Słupski. Po dalszych przegrupowaniach do 16 sierpnia zajmował pozycje nad Słuczą na południe od Sarn po czym został zluzowany i odszedł na odpoczynek do Zambrowa po trzech tygodniach został przetransportowany do Warszawy.
III batalion pułku, organizowany w Ciechanowie przez mjr. Dąb-Biernackiego, stał się w niedługim czasie silną jednostką bojową.
Przetransportowany do Warszawy, po trzymiesięcznym pobycie, w czasie którego pełnił służbę garnizonową, został przetransportowany w rejon Nadwórny z zadaniem osłony granicy. Pod koniec stycznia 1920 został wysłany do Wilna, a po dwóch tygodniach dołączył do macierzystego pułku w Nowych Trokach.
Pułk wszedł w skład III Brygady 2 Dywizji Litewsko-Białoruskiej i skierowany został na linię demarkacyjną z Litwą.
Na początku marca został przerzucony na Polesie, nad dolny bieg Ptyczy i wszedł w skład 9 DP. W jej składzie brał udział w zwycięskim natarciu na Kalinkowicze, a potem brał udział w wypadach na pozycje sowieckie aż po Owrucz. W pierwszej połowie maja dywizja, a z nią pułk, otrzymała zadanie osiągnięcia linii Dniepru. Począwszy od 7 maja do 11 maja rzeka została opanowana – III batalion osiągnął Horwal (miasteczko leżące przy ujściu Berezyny do Dniepru), a I batalion Beregową Słobodę, po czym pułk odszedł nad dolną Berezynę. 17 maja pułk został przetransportowany przez Baranowicze do Mińska. II batalion przydzielono do 2 DPLeg., zaś pozostałe bataliony do 4 DP. Od 22 maja do 4 czerwca te bataliony toczyły walki w rejonie pomiędzy Uszą (dopływ Berezyny) a miasteczkami Berezyna i Żarnówki. W tym czasie II batalion walczył na północ od Mińska, pomiędzy rzekami Cną (dopływ Hajny) i Berezyną, powstrzymując ataki nieprzyjaciela a po zlikwidowaniu jego ofensywy na Mińsk – przeszedł do miasta.
Po rozpoczęciu natarcia wojsk sowieckich na całym froncie południowym grupa poleska została zepchnięta w rejon Kolankowicz. Z rozkazu dowódcy 16 DP pułk zajął 30 czerwca stanowiska nad Ipą, a 1 lipca nad Tremlą. W kolejnych dniach 16 DP została wycofana do starych okopów niemieckich z 1918. Pułk nie atakowany przez wroga, przez płonące lasy, bagna i trzęsawiska osiągnął 20 lipca okopy nad Kanałem Ogińskiego, pomiędzy Jeziorem Wygonowskiego a Telechanami. Trwał na tych stanowiskach do czasu otrzymania rozkazu wycofania się w rejon Motola i Chomska, gdzie 27 lipca został zluzowany i przetransportowany do Brześcia nad Bugiem.
Od 1 do 8 sierpnia walczył na linii Bugu, po czym na rozkaz dowódcy dywizji, prowadząc walki odwrotowe dotarł w rejon Dęblina. Pułk stanął nad Wieprzem pomiędzy Pogonowem a wsią Miłosze. Świtem 16 sierpnia, jako część odwodu 4 Armii pułk za 14 DP maszerował w kierunku Garwolina, potem Mińska Mazowieckiego, Łochowa, Małkini, Ostrowi Mazowieckiej – by 24 sierpnia dotrzeć do Ostrołęki. 2 września został przetransportowany do Terespola. Zajął odcinek nad Bugiem pomiędzy miejscowościami Kodeń i Szostaki i pozostał tam do 10 września, a następnie wszedł w skład 14 DP i został przesunięty do Kamieńca Litewskiego.
Od 18 września, w kolejnych bojach zdobył Prużanę, Berezę Kartuską, Byteń i 30 września dotarł do Baranowicz. Brał wydatny udział w zdobyciu Słucka i do czasu zawarcia traktatu ryskiego bronił zdobytych rubieży.
W czasie działań bojowych pułk wziął do niewoli 2738 jeńców, zdobył urządzony pociąg pancerny, 2 pociągi towarowe załadowane amunicją, 8 dział, 99 ciężkich karabinów maszynowych, 7 ręcznych karabinów maszynowych, 277 koni, 1145 karabinów powtarzalnych oraz inny sprzęt wojskowy.

### Mapy walk pułku

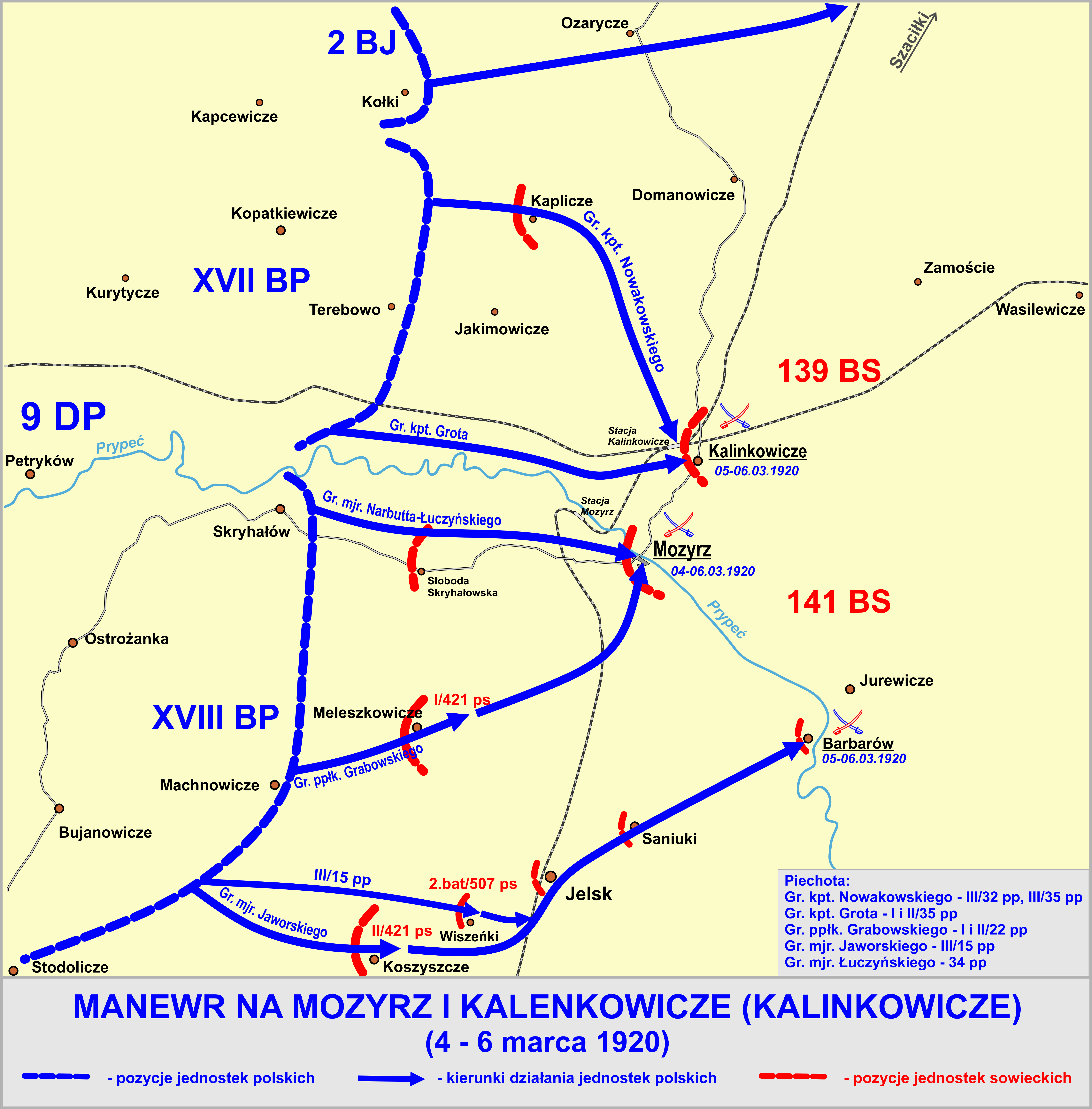
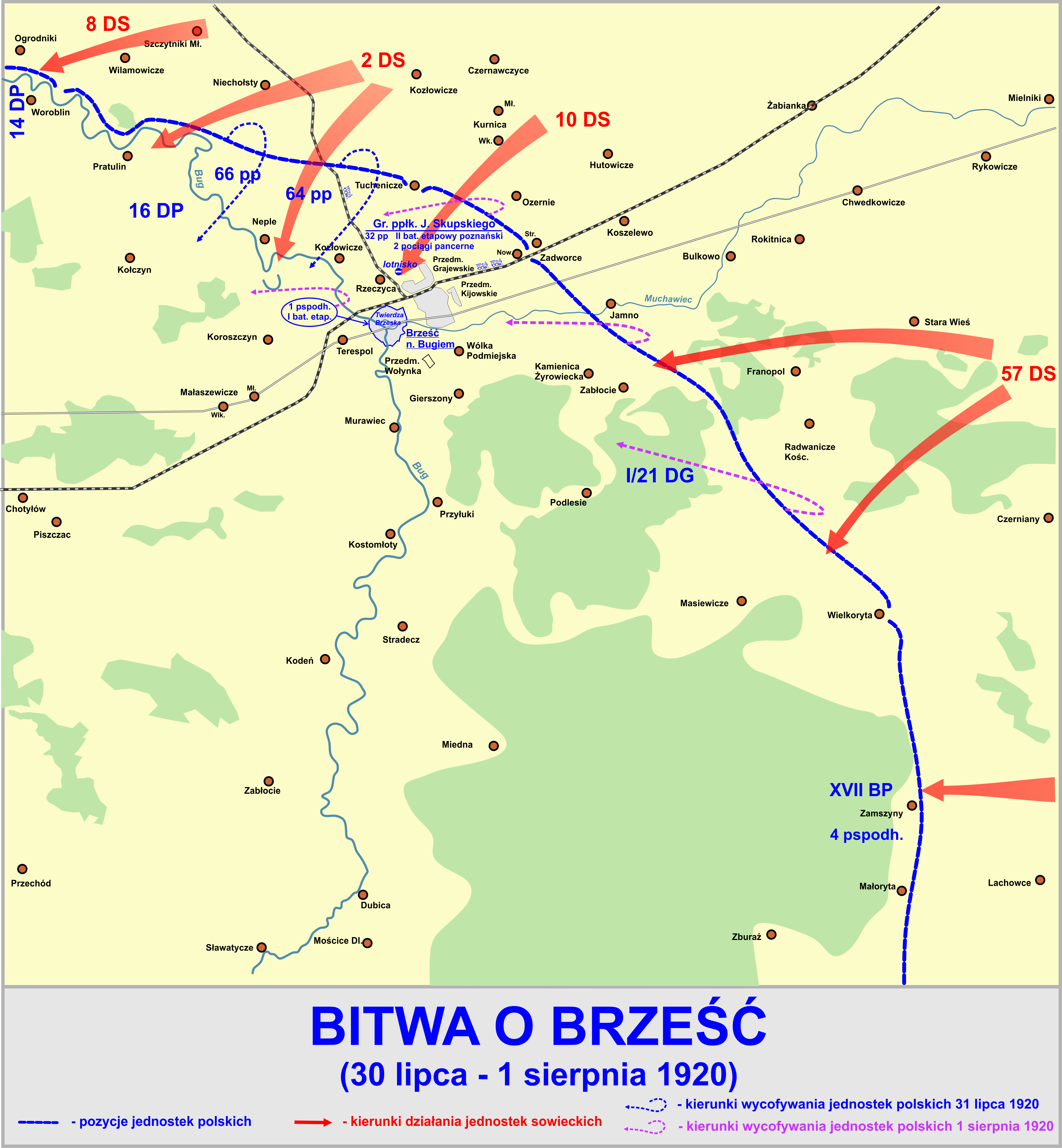

### Kawalerowie Virtuti Militari
| Żołnierze pułku odznaczeni Krzyżem Srebrnym Orderu Wojskowego Virtuti Militari za wojnę 1918–1920 |                                    |                                    |
| por. Antoni Brzozowski nr 3393                                                                    | kpr. Tomasz Błaszkiewicz nr 3395   | sierż. sztab. Leon Coller nr 2168  |
| kpr. Leon Gnatowski nr 3458                                                                       | mjr Julian Janowski nr 3390        | kpt. Mieczysław Krzywobłocki       |
| szer. Jan Kuchciński nr 3399                                                                      | por. Edward Lewiński nr 4493       | ppor. Włodzimierz Latawiec nr 3440 |
| sierż. Mieczysław Motyka nr 3459                                                                  | sierż. Franciszek Matusiak nr 3398 | kpr. Józef Nabolski nr 3394        |
| sierż. sztab. Leon Orzechowski nr 3391                                                            | sierż. Wincenty Peszyński nr 3396  | kpr. Felicjan Skorupowski nr 3448  |
| sierż. Zygmunt Szymański                                                                          | sierż. Leon Smoleński (Smoliński)  | sierż. Kazimierz Szrejter          |
| por. Roman Wart nr 3392                                                                           | kpr. Stefan Wyszomirski nr 3447    | ppor. Tadeusz Zarzycki             |

## Pułk w okresie pokoju

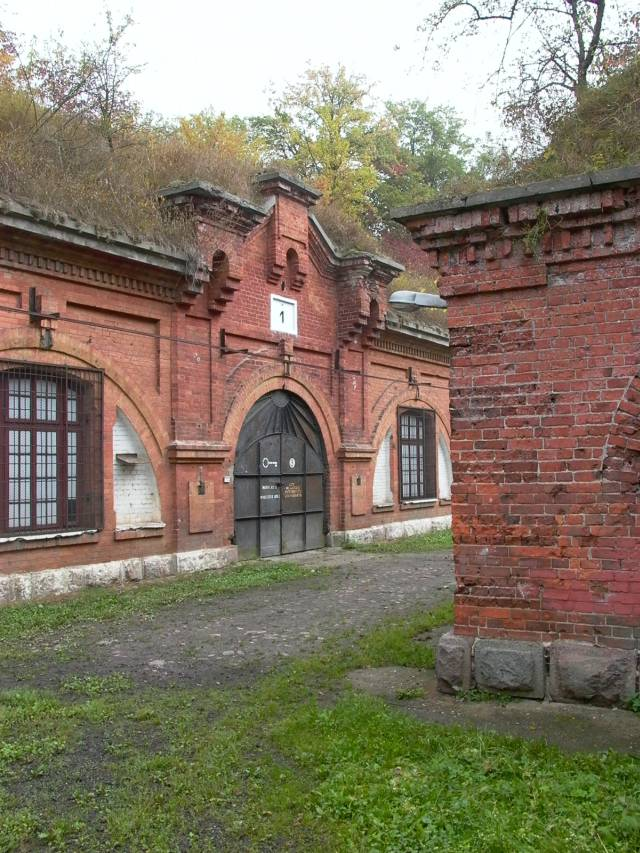
W twierdzy Modlin stacjonował pułk

W okresie międzywojennym 32 pułk piechoty stacjonował na terenie Okręgu Korpusu Nr I w Twierdzy Modlin (III batalion był detaszowany w Działdowie). Wchodził w skład 8 Dywizji Piechoty.
11 listopada 1922 roku w Modlinie gen. Lucjan Żeligowski wręczył dowódcy pułku chorągiew ufundowaną przez społeczeństwo Ciechanowa.
1 sierpnia 1924 roku na poligonie rembertowskim, w czasie strzelania bojowego z niemieckiego miotacza granatów, na skutek przedwczesnego wybuchu pocisku zginął porucznik Karol Dawiskiba, dowódca plutonu broni towarzyszących w 1 kompanii ckm.
19 maja 1927 roku Minister Spraw Wojskowych marszałek Polski Józef Piłsudski ustalił i zatwierdził dzień 11 listopada, jako datę święta pułkowego. Pułk obchodził swoje święto w rocznicę jego utworzenia w 1918 roku oraz rocznicę wręczenia chorągwi.
W 1928 roku został opublikowany „Zarys historii wojennej” pułku autorstwa porucznika Stanisława Franciszka Harasymowa.
Na podstawie rozkazu wykonawczego Ministerstwa Spraw Wojskowych do Departamentu Piechoty o wprowadzeniu organizacji piechoty na stopie pokojowej PS 10-50 z 1930 roku, w Wojsku Polskim wprowadzono trzy typy pułków piechoty. 32 pułk piechoty zaliczony został do typu I pułków piechoty (tzw. „normalnych”). W każdym roku otrzymywał około 610 rekrutów. Stan osobowy pułku wynosił 56 oficerów oraz 1500 podoficerów i szeregowców. W okresie zimowym posiadał batalion starszego rocznika, batalion szkolny i skadrowany, w okresie letnim zaś batalion starszego rocznika i dwa bataliony poborowych. Po wprowadzeniu w 1930 nowej organizacji piechoty na stopie pokojowej, pułk szkolił rekrutów dla potrzeb 3 batalionu strzelców CWP w Rembertowie.
| Obsada personalna i struktura organizacyjna w marcu 1939 | Obsada personalna i struktura organizacyjna w marcu 1939 |
| Stanowisko                                               | Stopień, imię i nazwisko                                 |
| Dowództwo, kwatermistrzostwo i pododdziały specjalne     | Dowództwo, kwatermistrzostwo i pododdziały specjalne     |
| -------------------------------------------------------- | -------------------------------------------------------- |
| dowódca pułku                                            | ppłk Stefan Zając                                        |
| I zastępca dowódcy                                       | ppłk mgr Konrad Jan Szramka                              |
| adiutant                                                 | kpt. Mieczysław Michał Leśniowski                        |
| starszy lekarz                                           | por. lek Aleksander Szawara                              |
| młodszy lekarz                                           | vacat                                                    |
| II zastępca dowódcy (kwatermistrz)                       | mjr Jan Styliński                                        |
| oficer mobilizacyjny                                     | mjr Włodzimierz Chrzanowski                              |
| zastępca oficera mobilizacyjnego                         | por. Czesław Grochowski                                  |
| oficer administracyjno-materiałowy                       | p.o. chor. Józef Tabaczkiewicz                           |
| oficer gospodarczy                                       | kpt. int. Stanisław Ułasiewicz                           |
| oficer żywnościowy                                       | chor. Wilhelm Leist                                      |
| oficer taborowy                                          | kpt. tab. Józef Feliks Tucholski                         |
| kapelmistrz                                              | ppor. adm. (kapelm.) Alfred Sym                          |
| dowódca plutonu łączności                                | kpt. Mieczysław Wojewódzki                               |
| dowódca plutonu pionierów                                | por. Zdzisław Piotr Goliński                             |
| dowódca plutonu artylerii piechoty                       | kpt. art. Kazimierz Sroczyński                           |
| dowódca plutonu ppanc.                                   | por. Michał Tadeusz Rabczuk                              |
| dowódca oddziału zwiadu                                  | por. Zbigniew Michalski                                  |
| I batalion                                               |                                                          |
| dowódca batalionu                                        | ppłk Ignacy Gajda                                        |
| dowódca 1 kompanii                                       | kpt. Marian Ostrowski                                    |
| dowódca plutonu                                          | por. Stanisław Łukaszewicz                               |
| dowódca plutonu                                          | ppor. Aleksander Gintowt                                 |
| dowódca 2 kompanii                                       | kpt. Włodzimierz Kuchorew †11 VIII 1939                  |
| dowódca plutonu                                          | ppor. Stefan Joachim Franciszek Kujawski                 |
| dowódca 3 kompanii                                       | kpt. Józef Eugeniusz Baranowski                          |
| dowódca plutonu                                          | ppor. Stanisław Jan Kołeczek                             |
| dowódca plutonu                                          | ppor. Marian Guzicki                                     |
| dowódca 1 kompanii km                                    | por. Jan Wacław Wykowski                                 |
| dowódca plutonu                                          | ppor. Zbigniew Wojciech Grabkowski                       |
| dowódca plutonu                                          | ppor. Stefan Lucjan Mazowiecki                           |
| II batalion                                              |                                                          |
| dowódca batalionu                                        | mjr Michał Pakuła                                        |
| dowódca 4 kompanii                                       | p.o. por. Ignacy Wiktor Krasnodembski                    |
| dowódca plutonu                                          | ppor. Stefan Kroner                                      |
| dowódca 5 kompanii                                       | kpt. Zbigniew Józef Garwacki                             |
| dowódca plutonu                                          | por. Czesław Gołębiewski                                 |
| dowódca plutonu                                          | por. Stanisław Rudolf Drozdowski                         |
| dowódca 6 kompanii                                       | kpt. Wacław Kupa                                         |
| dowódca plutonu                                          | por. Dymitr Ślizień                                      |
| dowódca plutonu                                          | ppor. Władysław Antoni Świechowski                       |
| dowódca 2 kompanii km                                    | kpt. Antoni Tadeusz Różecki                              |
| dowódca plutonu                                          | por. Karol Aleksander Kopcewicz                          |
| dowódca plutonu                                          | ppor. Zygfryd Stanisław Salomon                          |
| III batalion                                             |                                                          |
| dowódca batalionu                                        | mjr Piotr Perucki                                        |
| adiutant batalionu                                       | kpt. Władysław Komorek                                   |
| pomocnik dowódcy batalionu ds. gosp.                     | kpt. adm.(piech.) Jan Grizani                            |
| oficer gospodarczy batalionu                             | kpt. int. Czesław Szymankiewicz                          |
| lekarz batalionu                                         | ppor. lek. Edward Piotr Hryniewiecki                     |
| dowódca 7 kompanii                                       | por. Stanisław Konstanty Turczak                         |
| dowódca plutonu                                          | ppor. Marian Józef Harhała                               |
| dowódca 8 kompanii                                       | mjr Edward Jan Jasiński                                  |
| dowódca plutonu                                          | ppor. Władysław Byrnas                                   |
| dowódca plutonu                                          | ppor. Kazimierz Józef Kuśmierz                           |
| dowódca 9 kompanii                                       | kpt. Stanisław Konstanty Sadkowski                       |
| dowódca plutonu                                          | ppor. Kurt Ernest Willamowski                            |
| dowódca 3 kompanii km                                    | kpt. Oskar Juliusz Fink                                  |
| dowódca plutonu                                          | por. Franciszek Skwarczek                                |
| dowódca plutonu                                          | ppor. Feliks Adam Guzowski                               |
| na kursie                                                | por. Stanisław Antom Palczyński                          |
| Dywizyjny Kurs Dla Podoficerów Nadterminowych 8 DP       |                                                          |
| dowódca                                                  | kpt. Wilhelm Alfons Zając                                |
| dowódca plutonu                                          | por. Roman Wincenty Bojarski                             |
| dowódca plutonu                                          | por. Karol Franciszek Rudawiec                           |

## 32 pp w kampanii wrześniowej

### Mobilizacja
32 pułk piechoty mobilizował w ramach mobilizacji alarmowej w Modlinie i Działdowie, rozpoczętej 24 sierpnia 1939 rano, szereg pododdziałów i oddziałów: 
W grupie brązowej20 w czasie G20+30 w Modlinie;
- kompanię km plot. typ B nr 14.

W grupie zielonej w czasie Z+30 w Działdowie;
- batalion strzelców nr 5.

W grupie niebieskiej w Modlinie:
- 32 pułk piechoty na etatach wojennych w czasie od A+20 do A+44,
- kompanię asystencyjną nr 115 w czasie A+48,
- kolumnę taborową nr 103 w czasie A+52,
- kompanię km plot. typ A nr 2 w czasie A+56.

W grupie brązowej6 w czasie G6+20 w Modlinie;
- pluton artylerii pozycyjnej typ II nr 13,
- pluton artylerii pozycyjnej typ II nr 14.

W ramach I rzutu mobilizacji powszechnej w Modlinie w czasie do 5 dnia zmobilizowano:
- pluton miotaczy ognia nr 11,
- pluton miotaczy ognia nr 12,
- pluton miotaczy ognia nr 13,
- Komendę Placu typ I „Modlin”,
- batalion marszowy 32 pp.

W ramach II rzutu mobilizacji powszechnej w Modlinie w czasie X+2 mobilizowano:
- Ośrodek Zapasowy 8 Dywizji Piechoty[22].

Mobilizowany w Działdowie przez III batalion 32 pp, 5 batalion strzelców powstał na bazie tego batalionu, zmobilizowanego według organizacji wojennej L.3002/mob.org. Odszedł do Nowogródzkiej Brygady Kawalerii jako jej organiczny oddział. Mobilizację nowego III batalionu 32 pp przeprowadzono od podstaw w Modlinie. Do pułku została zmobilizowana dość duża grupa rezerwistów narodowości niemieckiej. 29 sierpnia 32 pp bez III batalionu opuścił Modlin i pomaszerował na miejsce koncentracji macierzystej 8 Dywizji Piechoty w okolice Płońska. W nocy 30/31 sierpnia pułk zajął pozycje na zachód od Ciechanowa, w rejonie Ościsłowo, Rydzewo. W nocy 31 sierpnia na 1 września pułk podjął przegrupowanie poprzez Dąbrowę, Drogistkę, do rejonu Niedzbórz koło Ciechanowa. W Modlinie pozostał nowo utworzono III batalion pułku, który kontynuował zgrywanie i szkolenie oraz stanowił garnizon Modlina.

### Działania bojowe

#### Udział w bitwie pod Mławą
Od rana 1 września 32 pp bez III batalionu w składzie 8 DP znajdował się w odwodzie Armii „Modlin”, nocą 1/2 września 32 pp przegrupowano na północ po trasie Sułowo Polne, Unikowo, Pniewo-Czeruchy. Nocą 2/3 września wykonano kolejny marsz w kierunku prawego skrzydła Armii „Modlin” poprzez wzg. 126, Kątki, Zeńbok, folwark Włodki, folwark Polanka-Dębowo. W rejonie tych dwóch folwarków 32 pp stanął na postój wraz z II dywizjonem 8 pułku artylerii lekkiej, jako odwód 8 DP. W pierwszym rzucie dywizji zajęły stanowiska 13 pułk piechoty i 21 pułk piechoty, które miały wykonać natarcie w kierunku Gruduska na wychodzące na prawe skrzydło pozycji mławskiej oddziały niemieckiej 1 Dywizji Piechoty. Oddziały niemieckiego Korpusu „Wodrig” weszły w lukę pomiędzy 20 Dywizją Piechoty broniącej pozycji mławskiej, a będącą na skrajnym skrzydle Armii „Modlin” Mazowiecką Brygadę Kawalerii. Zadaniem 21 pp było natarcie w kierunku na Przasnysz, natomiast 13 pp i 32 pp, który został wprowadzony do I rzutu było natarcie na Grudusk. Kilkakrotne zmiany rozkazów z dowództwa armii sprawiły, że przed natarciem powstał chaos rozkazodawczy i z uwagi na to, zbędne przemarsze pododdziałów i w rezultacie opóźnione podjęcie natarcia. O godz. 15.00 3 września rozpoczął natarcie 21 pp na oddziały niemieckiej 12 DP. 32 pp ze wsparciem I dywizjonu 8 pal miał prowadzić natarcie wzdłuż drogi polnej Humęcino-kolonia Łysakowo-kolonia Sokołowo. O godz. 16.30 podstawy wyjściowe do natarcia pomiędzy wsiami Leśniewo Górne i Leśniewo Dolne zajął 32 pp. Natarcie rozpoczął jako pierwszy 32 pp. O godz. 17.00 I batalion, a o godz. 17.30 II batalion. Pułk nacierał bez żadnego odwodu. Początkowo nie było żadnego kontaktu z nieprzyjacielem, ale artyleria niemiecka kierowana z balonu obserwacyjnego nad Gruduskiem, prowadziła ostrzał nacierającego pułku. O godz. 18.30 I/32 pp zdobył wieś Humięcino-Koski w odległości 2,5 km od podstawy wyjściowej. II/32 pp nacierający w kierunku Mierzanowa podszedł pod kolonię Łysakowo, gdzie zaległ w ogniu niemieckiej broni maszynowej I batalion. Nacierające kompanie II batalionu wdarły się do Łysakowa i toczyły ciężką walkę o kolonię. O godz. 21.00 natarcie wygasło, a 32 pp zajął obronę. Odgłosy walki na tyłach pułku i dywizji, brak łączności, działania dezorganizujące niemieckich dywersantów, w tym we własnych szeregach, nie poprzedzenie własnego natarcia ogniem artylerii, rozejście się natarcia obu pułków na skrzydła zewnętrzne, spowodowały lukę pomiędzy nacierającymi w ciemnościach nocy pułkami 32 i 13. W nocy rozpoczął się wycofywać w popłochu 13 pp. W lukę po 13 pp ok. godz. 23.00 wszedł pododdział niemieckiej 1 DP, który uderzył na pododdziały 32 pp. Nastąpił samowolny odwrót pułku grupkami żołnierzy lub pojedynczych żołnierzy, a także zwartych kompanii. Wycofano się z Łysakowa na południe na Przybyszewo. Odwrót pułku osłoniła kontratakiem 6 kompania strzelecka, która odrzuciła niemiecki pododdział do Łysakowa, na krótko odbijając miejscowość. 4 września po godz. 2.30 pułk podjął całością sił odwrót. W trakcie walk 32 pp był ostrzeliwany cały czas przez niemiecką artylerię.

#### Odwrót z północnego Mazowsza
Z Przybyszewa oddziały 32 pp wycofały się w kierunku na Lekowo i na Rydzewo. Ci żołnierze, którzy wycofali się na Ciechanów dostali się do niemieckiej niewoli lub zmuszeni zostali do przebijania się przez oddziały niemieckie. W trakcie marszu wystąpiły objawy paniki, porzucania sprzętu i bezładnej strzelaniny. Częściowy porządek przywrócono dopiero w rejonie na zachód od lasów opinogórskich. Rano 5 września II batalion dotarł do przeprawy przez Wkrę na południe od wsi Wola Młocka. Resztki I batalionu spływały przez Opinogórę, Rydzewo, Płońsk w kierunku na Modlin. W ciągu dnia pododdziały i grupy żołnierzy były atakowane przez zmasowane uderzenia lotnictwa niemieckiego. 5 września III batalion 32 pp objął obronę na odcinku Pomiechówek. W nocy 5/6 września oddziały pułku zbierały się w rejonie wsi Załuski. Przystąpiono do zbierania rozproszonych grup i pojedynczych żołnierzy, odtwarzano z nich pododdziały, zajęto obronę. 6 września 32 pp wyruszył w dalszy marsz i osiągnął Pomiechówek, gdzie połączył się z III batalionem. Część żołnierzy I batalionu, dołączył do swojej kolumny jako osłonę ppłk Jan Damasiewicz dowódca 8 pal i doprowadził przez Płock do Modlina w następnych dniach. 32 pułk piechoty przejął obronę pododcinka „Pomiechówek”, w dalszym ciągu uzupełniał swoje szeregi, żołnierzami, którzy zagubili się na szlaku odwrotu pułku oraz z OZ 8 DP, odzyskał zdolność bojową.

#### Walki w Puszczy Kampinoskiej
10 września na rozkaz dowódcy Armii „Warszawa” gen. dyw. Juliusza Rómmla przygotowano część 8 Dywizji Piechoty do walk na południowym skraju Puszczy Kampinoskiej. W nocy 10/11 września wycofano z pododcinka „Pomiechówek” 32 pp, bez II batalionu. II batalion 32 pp wraz z I dywizjonem 8 pal bronił linii Bugo-Narwi. 32 pp bez II/32 pp skoncentrował się wraz z innymi oddziałami 8 DP w Kazuniu do godz. 6.30 11 września. Kolejnej nocy 11/12 września zgrupowanie 8 DP podjęło marsz w kierunku Leszna. Rano 8 DP osiągnęła rejon wsi Kępiaste przed Lesznem. Działanie, to miało wspomóc przebijanie się oddziałów Armii „Łódź” w kierunku Warszawy i zwrot zaczepny Armii „Poznań” i Armii „Pomorze” nad Bzurą. O świcie 12 września zgrupowanie 8 DP rozwinęło się na południowym skraju puszczy na odcinku od wsi Kępiaste do Leszna, w pierwszym rzucie natarcia dywizji znalazł się 13 pp oraz I batalion 32 pp. W odwodzie dywizji pozostał III/32 pp. Dowódca dywizji płk dypl. Teodor Furgalski nawiązał kontakt z dowódcą pozostałości Armii „Łódź” gen. bryg. Wiktorem Thommée. Skoordynowano natarcie 2 Dywizji Piechoty Legionów i 8 DP w kierunku Warszawy. Ze względu na to Zgrupowanie 8 DP uderzyło po przygotowaniu artyleryjskim o godz. 14.00 wzdłuż szosy Leszno-Zaborów-Babice w kierunku Borzęcina Dużego. I/32 pp ze wsparciem II/8 pal nacierał na prawym skrzydle dywizji, w kierunku Zalesia. 8 DP opanowała Zaborówek z którego wyparto niemiecki zmotoryzowany pułk SS-Leibstandarte „Adolf Hitler”. Następnie na styk 13 i 32 pp przy silnym wsparciu artylerii niemieckiej uderzył niemiecki II batalion 36 pułku pancernego 4 Dywizji Pancernej, który został powstrzymany przez haubice II/8 pal i armaty ppanc. obu pułków. Zdobyto Borzęcin Mały i Borzęcin Duży. Gdzie dywizja przeszła do obrony, z uwagi na silny opór oddziałów niemieckiej 4 DPanc. i pułku SS. Zgodnie z rozkazem dowódcy Armii „Warszawa” o świcie 13 września 8 DP odmaszerowała przez Truskaw w kierunku Palmir, gdzie po odpoczynku i uzupełnieniu amunicji 32 pp odmaszerował do Modlina, dokąd przybył 14 września o świcie.

#### Obrona Modlina
II batalion 32 pp wraz z kompanią strzelecką z 79 pułku piechoty wsparty I dywizjonem 8 pal, bronił linii Narwi od 11 września, na szerokim odcinku w rejonie Dębego. O świcie 13 września na szerokim froncie przy silnym wsparciu artylerii i lotnictwa, Narew sforsowała pomimo obrony wzmocnionego II/32 pp, dwoma pułkami piechoty niemiecka 32 DP. W południe batalion wycofał się na zalesione wzgórza na wschód od dworu Poniatów. W zażartych walkach stosując obronę ruchomą i kontrataki pod silnym ostrzałem niemieckiej artylerii II batalion był spychany od rzeki Narwi. Po rezygnacji z obrony linii Narwi w nocy 13/14 września II batalion wycofał się do lasu na zachód od Chotomowa. Nocą 14/15 września wycofał się do Nowołącznej koło Nowego Dworu Mazowieckiego, gdzie przyjął uzupełnienie szeregowych z Ośrodka Zapasowego 8 DP. 15 września wspólnie z 32 pp objął obronę w sektorze północnym.
W ślad za 8 DP do Modlina podążyły wojska gen. bryg. Wiktora Thommée. 14 września po przybyciu do twierdzy 32 pp został skierowany na pododcinek wschodni „Nowy Dwór”. Pułk zajął obronę na 5 kilometrowym odcinku, od brzegu Wisły do brzegu Narwi, frontem na wschód. Od Wisły w kierunku północnym do toru kolejowego Warszawa-Działdowo był umiejscowiony sektor północny pod dowództwem ppłk. Stefana Zająca od Narwi, folwarku Góra do toru kolejowego, obsadził rejon obrony II batalion łącznie z fortem IV i III batalion. Sektor południowy pod dowództwem ppłk. Konrada Szramki od toru kolejowego przez Bożą Wolę do Wisły broniły; I batalion i batalion marszowy 56 pułku piechoty. Wsparcie II i III batalionów zapewniał II/8 pal, natomiast I batalion i batalion marszowy 56 pp wsparł niepełny III/8 pal. Artylerię ogólnego działania 32 pp stanowił II dywizjon 4 pułku artylerii ciężkiej. 15 września rozpoznanie bojem przeprowadziły oddziały niemieckiej 228 DP w pobliżu Krubina, wyrzuciły z przedpola pododdziały kawalerii dywizyjnej 8 DP, a powstrzymane zostały przez II batalion 32 pp. 18 września po 75 minutowym intensywnym ostrzale artyleryjskim i 15 minutowym bombardowaniu przez lotnictwo niemieckie, na odcinku 32 pp natarcie przeprowadziła niemiecka piechota na pozycje I batalionu. Niemiecki atak pomiędzy wzg.85,1, a drogą do Bożej Woli doprowadził do włamania się w stanowiska 1 kompanii strzeleckiej. Oddziały niemieckie podeszły pod Bożą Wolę. Włamanie niemieckie zostało wyparte przez kompanię odwodową II batalionu, i odwody I batalionu. I/32 pp poniósł duże straty osobowe. Przez pozostałe dni pododcinek „Nowy Dwór” obsadzony przez 32 pp był atakowany przez lotnictwo niemieckie i ostrzeliwany przez artylerię niemiecką. Na przedpolu trwały walki patroli. Żołnierze 32 pp skapitulowali wraz z całą załogą Modlina 29 września 1939. Udali się do niemieckiej niewoli.

### Oddział Zbierania Nadwyżek 32 pp
Po mobilizacji alarmowej i powszechnej pozostało w nadwyżkach pułku wielu żołnierzy, natychmiast po wyjściu 32 pułku piechoty w rejon Ciechanowa, przystąpiono do formowania Ośrodka Zapasowego 8 Dywizji Piechoty. 26 sierpnia do koszar 32 pp w Modlinie przybyły z Działdowa nadwyżki z byłego III batalionu w sile ok. 500 żołnierzy. Ośrodek wchłonął żołnierzy OZN 32 pp pod dowództwem mjr. Chrzanowskiego i przystąpił niezwłocznie do formowania batalionów piechoty, ich uzbrajania i wyposażania. Opis działań i losów nadwyżek będzie zawarty w artykule o Ośrodku Zapasowym 8 Dywizji Piechoty.
| Struktura organizacyjna i obsada personalna we wrześniu 1939 | Struktura organizacyjna i obsada personalna we wrześniu 1939 |
| Stanowisko                                                   | Stopień, imię i nazwisko                                     |
| Dowództwo                                                    | Dowództwo                                                    |
| ------------------------------------------------------------ | ------------------------------------------------------------ |
| dowódca pułku                                                | ppłk piech. Stefan Zając                                     |
| I adiutant                                                   | kpt. Antoni Różecki                                          |
| II adiutant                                                  | por. rez. Mirosław Szabuniewicz                              |
| oficer informacyjny                                          | kpt. Mieczysław Wojewódzki                                   |
| oficer łączności                                             | por. Ignacy Krasnodębski                                     |
| kwatermistrz                                                 | kpt. Wilhelm Zając                                           |
| oficer płatnik                                               | por. Władysław Jacynicz                                      |
| oficer żywnościowy                                           | ppor. Jan Kisielewski                                        |
| naczelny lekarz                                              | por. lek. med. Aleksander Szawara                            |
| kapelan                                                      | kpl. rez. ks. Franciszek Ossowski                            |
| dowódca kompanii gospodarczej                                | por. Adolf Bańkowski                                         |
| I batalion                                                   |                                                              |
| dowódca I batalionu                                          | mjr Edward Jasiński                                          |
| adiutant batalionu                                           | ppor. Roman Piechuta                                         |
| dowódca plutonu łączności                                    | ppor. Tadeusz Piotr Górecki                                  |
| dowódca 1 kompanii strzeleckiej                              | por. Czesław Gołębiewski                                     |
| dowódca 2 kompanii strzeleckiej                              | por. Józef Ożana                                             |
| dowódca 3 kompanii strzeleckiej                              | kpt. Józef Baranowski (do+26 IX 1939)                        |
| dowódca 1 kompanii ckm                                       | por. Jan Wacław Wykowski                                     |
| II batalion                                                  |                                                              |
| dowódca II batalionu                                         | mjr Michał Pakuła                                            |
| adiutant batalionu                                           | por. Jerzy Hopper                                            |
| dowódca 4 kompanii strzeleckiej                              | por. Roman Bojarski                                          |
| dowódca 5 kompanii strzeleckiej                              | kpt. Mieczysław Leśniewski                                   |
| dowódca 6 kompanii strzeleckiej                              | kpt. Wacław Kupa (do+22 IX 1939)                             |
| dowódca 2 kompanii ckm                                       | kpt. Zbigniew Garwacki                                       |
| III batalion                                                 |                                                              |
| dowódca III batalionu                                        | mjr Marian Jana                                              |
| adiutant batalionu                                           | ppor. Stanisław Kołeczek (do +19 IX 1939)                    |
| dowódca 7 kompanii strzeleckiej                              | kpt. Stanisław Kucharski                                     |
| dowódca 8 kompanii strzeleckiej                              | ppor. Stanisław Łukaszewicz                                  |
| dowódca 9 kompanii strzeleckiej                              | por. Antoni Drozdowski                                       |
| dowódca 9 kompanii strzeleckiej                              | por. Zdzisław Goliński                                       |
| dowódca 3 kompanii ckm                                       | por. Zygfryd Salamon                                         |
| Pododdziały specjalne                                        |                                                              |
| dowódca kompanii przeciwpancernej                            | por. Michał Grabczuk                                         |
| dowódca plutonu artylerii piechoty                           | kpt. Kazimierz Sroczyński                                    |
| dowódca kompanii zwiadowców                                  | por. Zbigniew Michalski                                      |
| dowódca plutonu konnego                                      | ppor. rez. kaw. Stanisław Dziewnowski                        |
| dowódca plutonu kolarzy                                      | ppor. rez. Jan Wincenty Mondscheim                           |
| dowódca plutonu pionierów                                    | por. Dymitr Ślizień                                          |
| dowódca plutonu przeciwgazowego                              | NN                                                           |

## Symbole pułkowe

### Sztandar/chorągiew
Chorągiew została ofiarowana pułkowi przez miasto Ciechanów, a wręczenia jej w imieniu Naczelnego Wodza, 11 listopada 1922 w Modlinie dokonał generał broni Lucjan Żeligowski. Od 28 stycznia 1938 roku chorągiew pułkowa zaczęła być oficjalnie nazywana sztandarem. Obecnie sztandar znajduje się w zbiorach Instytucie Polskim i Muzeum im. gen. Sikorskiego w Londynie.

### Odznaka pamiątkowa
Odznaka według wzoru z 20 listopada 1921 roku nie została zatwierdzona. Odznaka o wymiarach 40x29 mm ma kształt krzyża z dłuższym dolnym ramieniem, emaliowanego w kolorze białym z granatowym obramowaniem. Na środek krzyża nałożony jest srebrny orzeł z tarczy herbowej województwa mazowieckiego. Na piersi orła granatowa tarcza z numerem „32”. Pionowe ramiona krzyża zdobi ornament barwy złotej w kształcie gałązki z liśćmi dębowymi. Na poziomych ramionach data powstania pułku „XI 18”. Odznaka oficerska - trzyczęściowa, wykonana w tombaku srebrzonym i złoconym, emaliowana. Tarcza z numerem łączona dwoma drutami. Na rewersie nazwisko grawera W. WABIŃSKI.

## Żołnierze 32 pp
Dowódcy pułku
- ppłk Jan Szyszkowski (11 – 13 XI 1918[41])
- płk piech. Michał Milewski (14 XI – 12 XII 1918[41])
- ppłk Jan Szyszkowski (13 – 27 XII 1918[41])
- mjr Stefan Dąb-Biernacki (28 XII 1918 – 8 I 1919[41])
- ppłk piech. Jan Sandecki (9 I – 25 IV 1919[41][43])
- ppłk Jan Słupski (26 IV – 7 X 1919[41])
- mjr / płk piech. Władysław Tarwid (8 X 1919 - 5 III 1929[41] → praktyka poborowa w PKU Modlin[44])
- ppłk / płk dypl. piech. Zygmunt Polak (II 1929[44] – 19 XI 1931 → dyspozycja dowódcy OK I[45])
- ppłk dypl. piech. Jan Rudolf Gabryś (p.o. XI 1931 – III 1932)
- ppłk dypl. piech. Józef II Urbanek (23 III 1932[46] - 31 V 1934 → stan spoczynku)
- ppłk piech. Wiktor Eichler (IV 1934 – 1938)
- ppłk piech. Stefan Zając (1938 - 1939)

Zastępcy dowódcy pułku
- mjr piech. Julian Janowski (1921–1922)
- mjr / ppłk piech. Rudolf Körner[h] (10 VII 1922[55] – 1924)
- ppłk SG Aleksander Zygmunt Myszkowski (od X 1924[56])
- ppłk SG Alojzy Przeździecki (XI 1924[57] – 12 XI 1925 → słuchacz II rocznika kursu normalnego WSWoj.)
- ppłk SG Zygmunt Durski (1 XII 1925 – X 1926 → szef wydziału w Oddziale IV SG)
- ppłk piech. Karol Pater (X 1926[58] – V 1927[59])
- ppłk SG Ludwik Rudka (V 1927 - IV 1928 → dowódca 35 pp)
- ppłk dypl. piech. Jan Rudolf Gabryś (IV 1928 – 1 IV 1932 → komendant PKU Jarocin[60])
- ppłk piech. Jan Chromy (1 V 1932[61] - 1937 → zastępca kierownika Okręgowego Urzędu WFiPW OK I)

### Żołnierze 32 pułku piechoty – ofiary zbrodni katyńskiej
Biogramy ofiar zbrodni katyńskiej znajdują się między innymi w bazach udostępnionych przez Ministerstwo Kultury i Dziedzictwa Narodowego oraz Muzeum Katyńskie.
| Nazwisko i imię     | stopień    | zawód             | miejsce pracy przed mobilizacją           | zamordowany |
| ------------------- | ---------- | ----------------- | ----------------------------------------- | ----------- |
| Jernaś Ignacy       | por. rez.  |                   | kier. tartaku w pow. równieńskim          | Katyń       |
| Klein Edward        | por. rez.  | inżynier          | Koleje Elektryczne w Łodzi                | Katyń       |
| Kudelski Alfons     | ppor. rez. |                   | kier. Towarzystwa Rolniczego w Działdowie | Katyń       |
| Soter-Renner Zenon  | por. rez.  | inżynier mechanik | Państwowe Zakłady Inżynierii              | Charków     |
| Szczepański Zenon   | ppor. rez. | inżynier geodeta  |                                           | Charków     |
| Wehrstein Władysław | kpt. rez.  | inżynier          | przemysłowiec                             | ULK         |